# 黎阳in巷
黎阳in巷又称黎阳老街、黎阳水巷，是一处旅游休闲街区，位于中国安徽省黄山市屯溪区三江口（新安江、率水和横江交汇处）的黎阳镇一侧，与屯溪老街隔横江相望，通过镇海桥联通。
黎阳老街本是千年古镇，在屯溪市中心的对岸，拥有石家大院（黎阳街12号）、李氏医寓（黎阳街18号）、贾家大院（黎阳街28、30号）等百年老宅 ，为黄山市文物保护单位。2007-2013年，这里开发黎阳in巷项目，建筑面积6万平方米，街区保留了原有黎阳老街的肌理和十栋徽派古宅，进行活化和利用，注入现代时尚元素，包括书店、民宿、酒吧、非遗工作室等 。2013年7月5日商业街区开放。2016年成为国家4A级旅游景区。2022年1月9日，文化和旅游部认定为首批国家级旅游休闲街区。